# Václav Marel
Václav Marel (18. července 1904 Opočno – 9. prosince 1964 Písek) byl český hudební skladatel.

## Život
Pocházel z učitelské rodiny. V roce 1915 se rodina přestěhovala do Náchoda, kde studoval na gymnáziu. Od dětství hrál na klavír, zpíval a učil se i hudební teorii. Po maturitě studoval dějepis, zeměpis a hudební vědu na Filozofické fakultě Karlovy univerzity v Praze. Jeho učiteli byli Zdeněk Nejedlý, Otakar Zich a Josef Bohuslav Foerster. Nejprve učil na několika školách v Praze a řídil pěvecký sbor Sokola na Smíchově. V roce 1935 se stal profesorem na gymnáziu v Písku. Učil rovněž na Lesnické technické škole a v Prachaticích a Vodňanech. Byl sbormistrem píseckého Hlaholu.
Byl velice plodný skladatel. Sám uvádí, že zkomponoval na 1500 skladeb. Inspiroval se zejména rodným krajem. Byl znamenitým zpěvákem. Zpíval v pražském pěveckém sboru Smetana řízeném Františkem Spilkou. Byl rovněž činný literárně. Napsal studie o Františku Zd. Skuherském a Josefu Vorlovi a svými hudebními referáty přispíval do regionálního tisku.
Z jeho skladeb je ceněna zejména dětská opera Česká pohádka, kterou v roce 1932 uvedlo i Osvobozené divadlo v Praze. V době okupace komponoval převážně chrámovou hudbu. Dodnes je hrána jeho Missa in g.
Jeho syn Václav Marel ml., zvaný také Písecký (21. května 1936 – 20. března 2021), se rovněž věnoval hudbě. Absolvoval Pražskou konzervatoř v oborech skladba a bicí nástroje. Působil jako učitel hudby v Kamenici nad Lipou, byl sbormistrem místního pěveckého sboru Lípa a spolupracoval se sborem Smetana v Jindřichově Hradci a se sborem v Buštěhradu. Komponoval menší skladby, písně a četné taneční a estrádní skladby.

## Dílo (výběr)

### Opery
- Selská vzpoura (podle divadelní hry Fr. Ad. Šuberta Jan Výrava, 1925)
- Česká pohádka (1931)
- Zrádné moře (192)
- Šumařova píseň (1937)

### Orchestrální skladby
- Můj kraj (cyklus symfonických básní: Opočno, Ratibořice, Náchod, Hory; 1941)
- Dramatická ouvertura (1925)
- Táborská ouvertura (1928)
- Ve starém slohu (ouvertura, 1936)
- Broumovská symfonie pro sóla, sbor a orchestr

### Komorní skladby
- Klavírní trio a-moll (1922)
- Fantasie a-moll pro klavír (1925)
- Smyčcový kvartet F-dur (1926)
- 3 klavírní suity (1931, 1934, 1955)
- Tři preludia pro klavír (1954)
- Tři opočenské nálady pro klavír (1946)
- Opočenská suita pro housle a klavír (1960)